# Telebahia Celular
Telebahia Celular foi uma empresa brasileira de telefonia celular que atuava na Bahia. Foi a primeira empresa brasileira a utilizar a tecnologia CDMA em seus aparelhos celulares. Após a privatização da TELEBRÁS em 1998, a Telebahia foi comprada pela Telemar e a Telebahia Celular pela espanhola Telefónica e a Portugal Telecom e outras empresas do Brasil.